# Dichrocephala
Dichrocephala é um género botânico pertencente à família Asteraceae.